# Spelets start och återupptagande (fotboll)

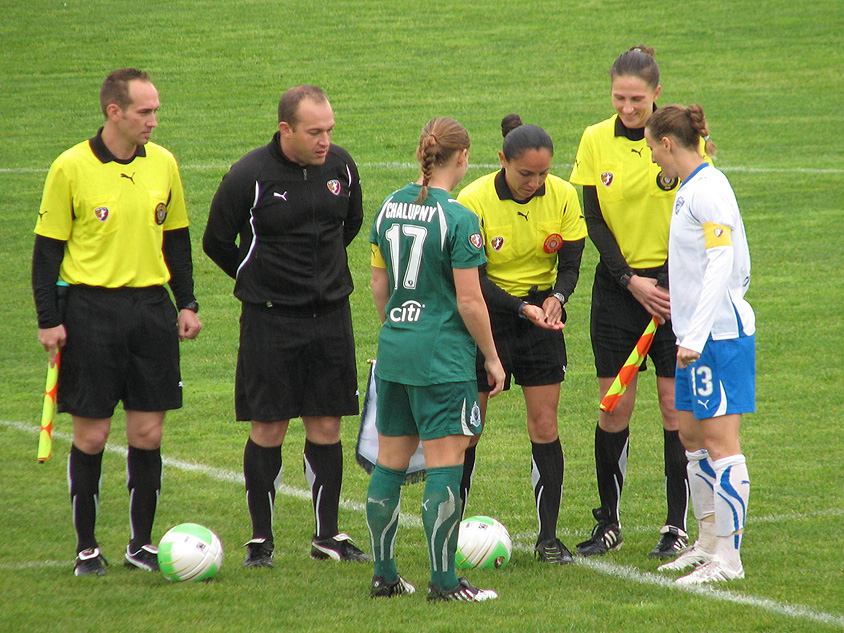
Domaren singlar slant med lagkaptenerna för att avgöra vilket lag som gör avspark

Spelets start och återupptagande är en regel inom fotboll som beskriver hur det avgörs vilket lag som startar matchen vid avspark samt hur spelet återupptas genom nedsläpp. I de befintliga 17 fotbollsreglerna har regeln för spelets start och återupptagande ordningstalet åtta (8).

## Historik
De fotbollsregler som gäller idag härstammar från den första uppsättningen med 14 regler som det engelska fotbollsförbundet, Football Association, gav ut den 8 december 1863. Förbundet bestod av 13 Londonklubbar som ville skapa enhetliga regler för fotboll som spelades i många lokala varianter över hela landet. 

## Nuvarande regel
Den nuvarande regeln för spelets start och återupptagande lyder i sammandrag
- Slantsingling görs för att utse vilket lag som gör avspark samt vilket mål lagen ska spela mot i matchens första halvlek.
- I matchens andra halvlek byter lagen sidor och avspark görs av det lag som inte gjorde det i matchens början.
- Avspark startar eller återupptar spelet vid varje halvleks början, efter att mål gjorts eller vid varje eventuell förlängningsperiods början
- Om domaren måste stoppa spelet tillfälligt utan att något regelbrott begåtts återupptas spelet med ett nedsläpp.